# Mörk gallblomfluga
Mörk gallblomfluga (Heringia pubescens) är en tvåvingeart som först beskrevs av Vittorio Luigi Delucchi och Pschorn 1955.  Mörk gallblomfluga ingår i släktet gallblomflugor, och familjen blomflugor. Arten är reproducerande i Sverige. Inga underarter finns listade i Catalogue of Life.